# Foneria de Völklingen
La Foneria de Völklingen (en alemany Völklinger Hütte) és una fàbrica siderúrgica situada a la ciutat alemanya de Völklingen, al Saarland. És l'única de tot Europa Occidental i de l'Amèrica del Nord que, havent estat equipada entre el final del segle xix i el començament del xx, es va mantenir intacta. Ocupa una extensió de 6 hectàrees.
El 1994, va ser declarada Patrimoni de la Humanitat per la UNESCO.
És un dels punts de la Ruta Europea del Patrimoni Industrial.

## Història
El 1873, l'enginyer Julius Buch va construir una foneria prop de Völklingen, a la riba del Saar, però al cap de sis anys va haver de tancar per problemes econòmics. Dos anys més tard, el 1881, la va vendre a Carl Röchling, que l'any següent hi va inaugurar el primer alt forn.
La inversió va donar resultat i el 1890 la foneria era la principal productora de bigues d'acer de l'Imperi Alemany. Deu anys més tard, durant els anys 1898-1899, proven la gasolina com a combustible, i com que n'obtenen bons resultats el 1900 ja la feien servir als motors de combustió.

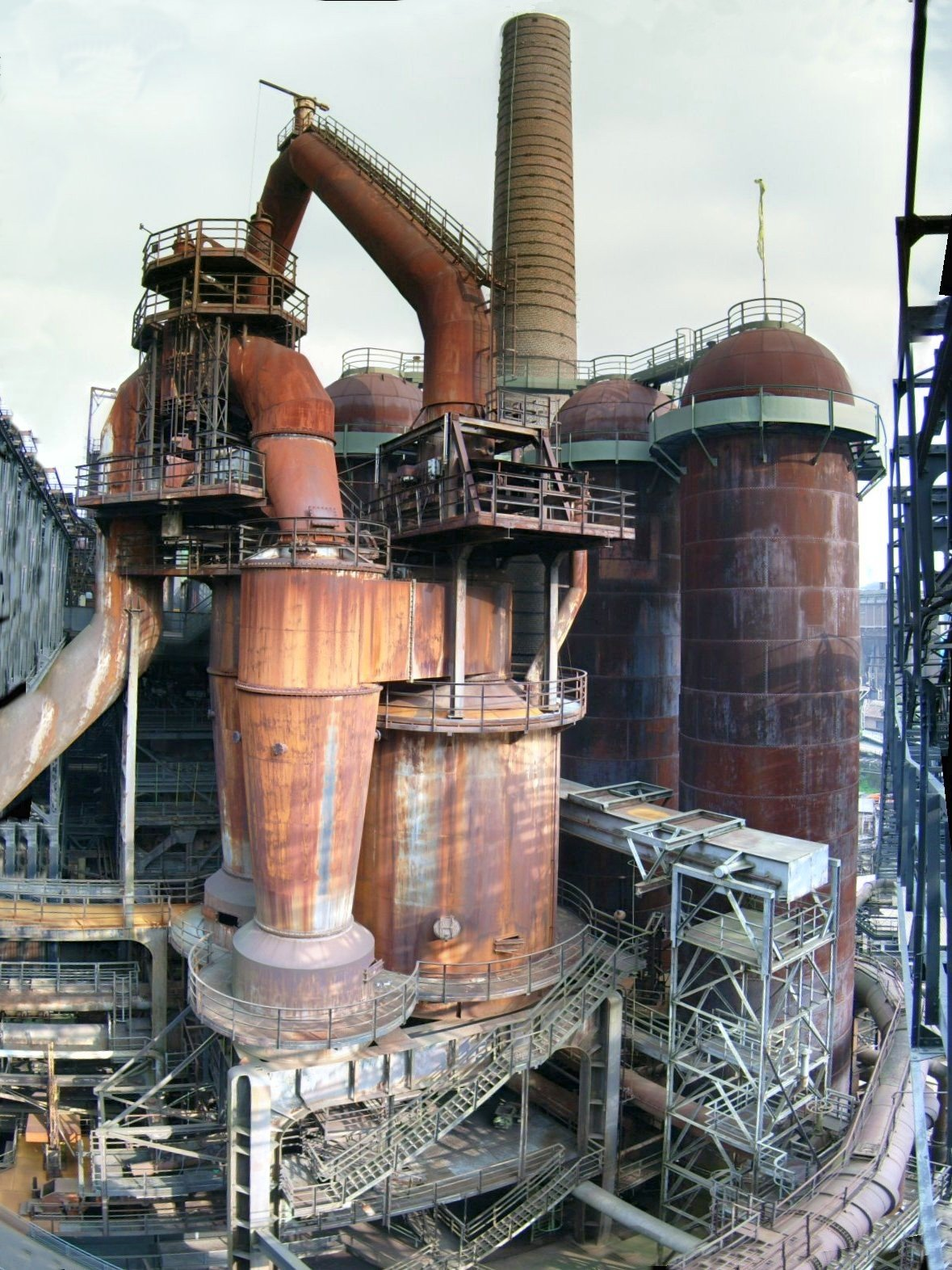
Detall de l'alt forn

El 1911, Völklingen ja era una indústria multifuncional i produïa diversos tipus d'articles: a més a més de peces de ferro i acer de tota mena, també s'hi fabricaven fertilitzants, amoníac i benzina, entre altres subproductes de la combustió. Més endavant, durant la Segona Guerra Mundial, molts presoners vinguts de Bèlgica, Itàlia, Luxemburg, els Països Baixos i Rússia, entre d'altres, van ser obligats a treballar-hi, molts dels quals en unes condicions de feina pèssimes.
Un cop acabada la guerra, l'administració de les fàbriques fou assumida pels francesos. Aleshores hi van arribar a treballar 17.000 obrers en total, un rècord de la història de la indústria.
El 1986 la foneria va tancar les portes. Es va decidir que els edificis i els equipaments havien de ser preservats a causa del seu valor històric. El 1994 era declarada Patrimoni de la Humanitat.

## La foneria, avui
Actualment, la Foneria de Völklingen és un museu que l'any 2000 fou visitat per 104.000 persones. El 2004 s'hi va inaugurar el Ferrodrom, un recorregut científic interactiu pel món de l'acer i la seva fabricació. Els visitants poden passejar-se per les antigues instal·lacions industrials i conèixer els processos de producció. A més a més, s'hi fan exposicions temporals de temàtica diversa. A l'estiu s'hi fan concerts ocasionals.

Foneria de Völklingen - Völklinger Hütte
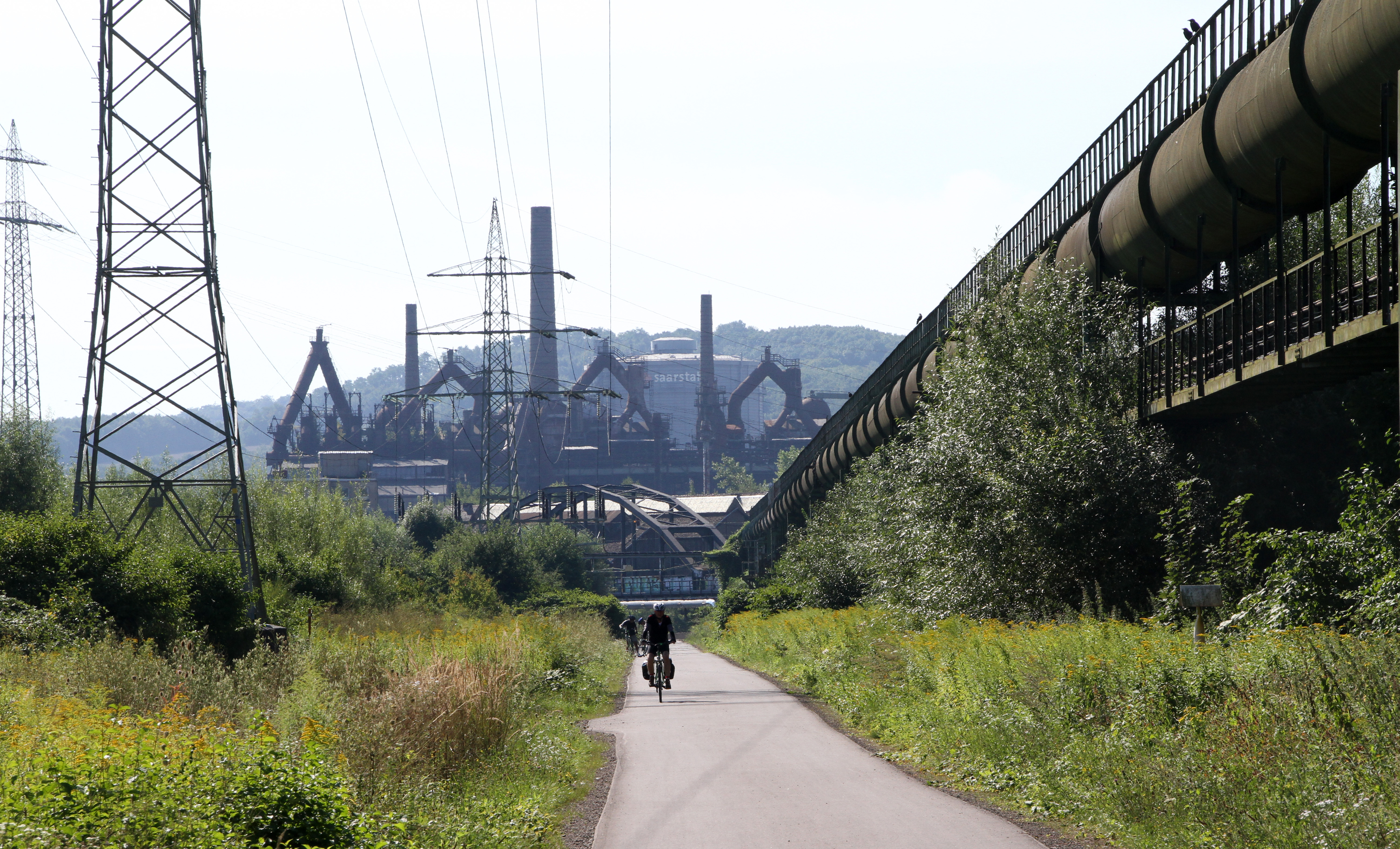
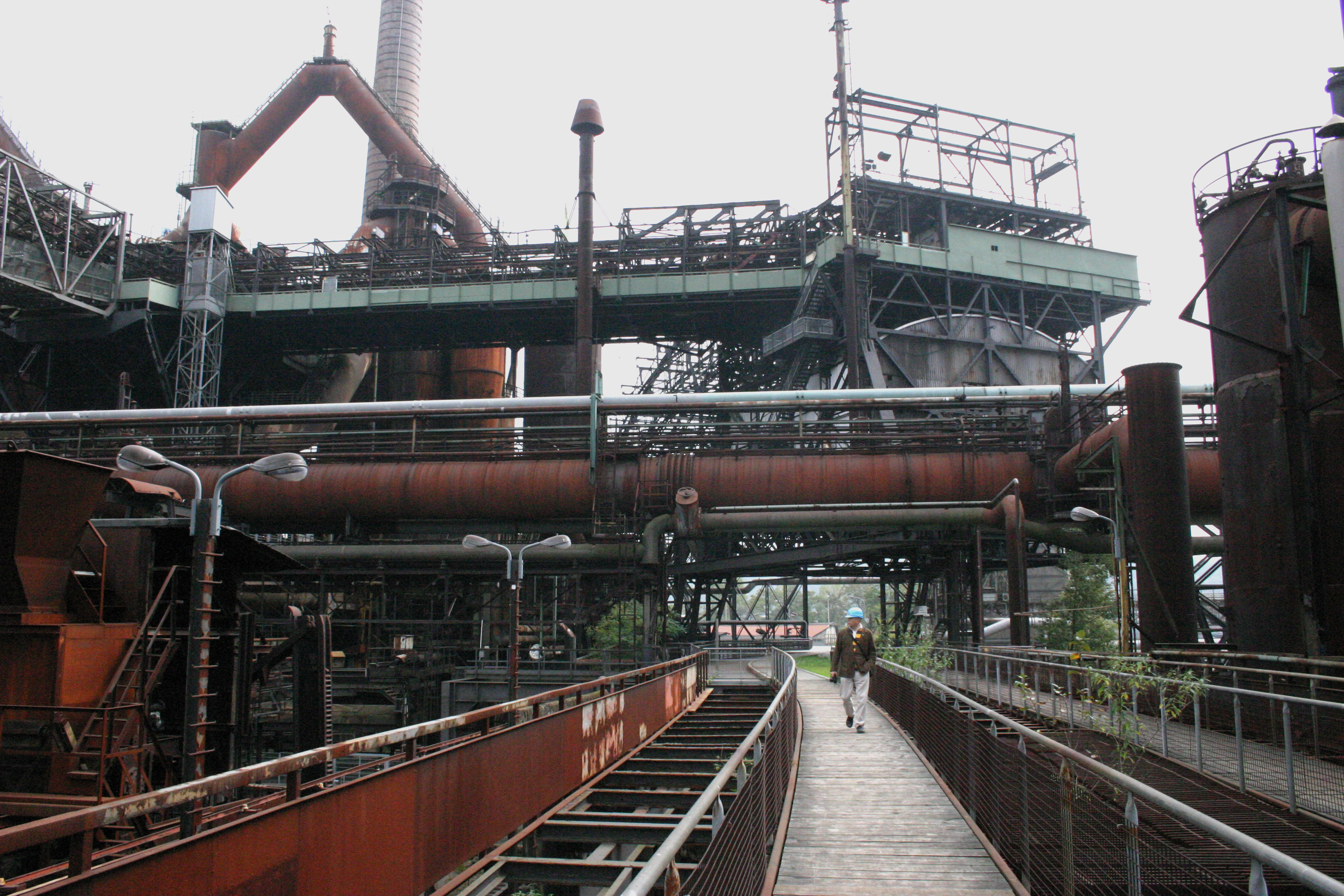
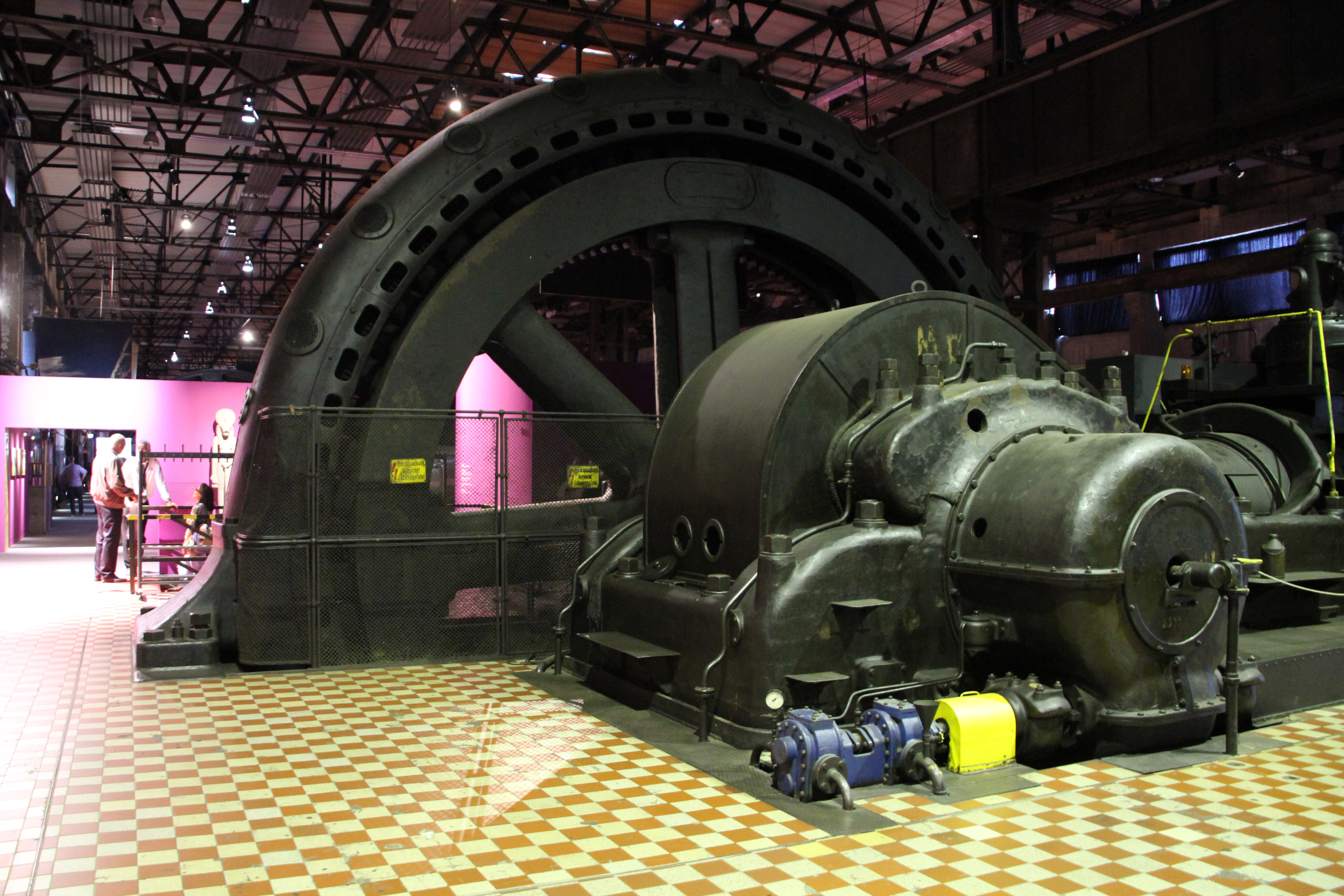
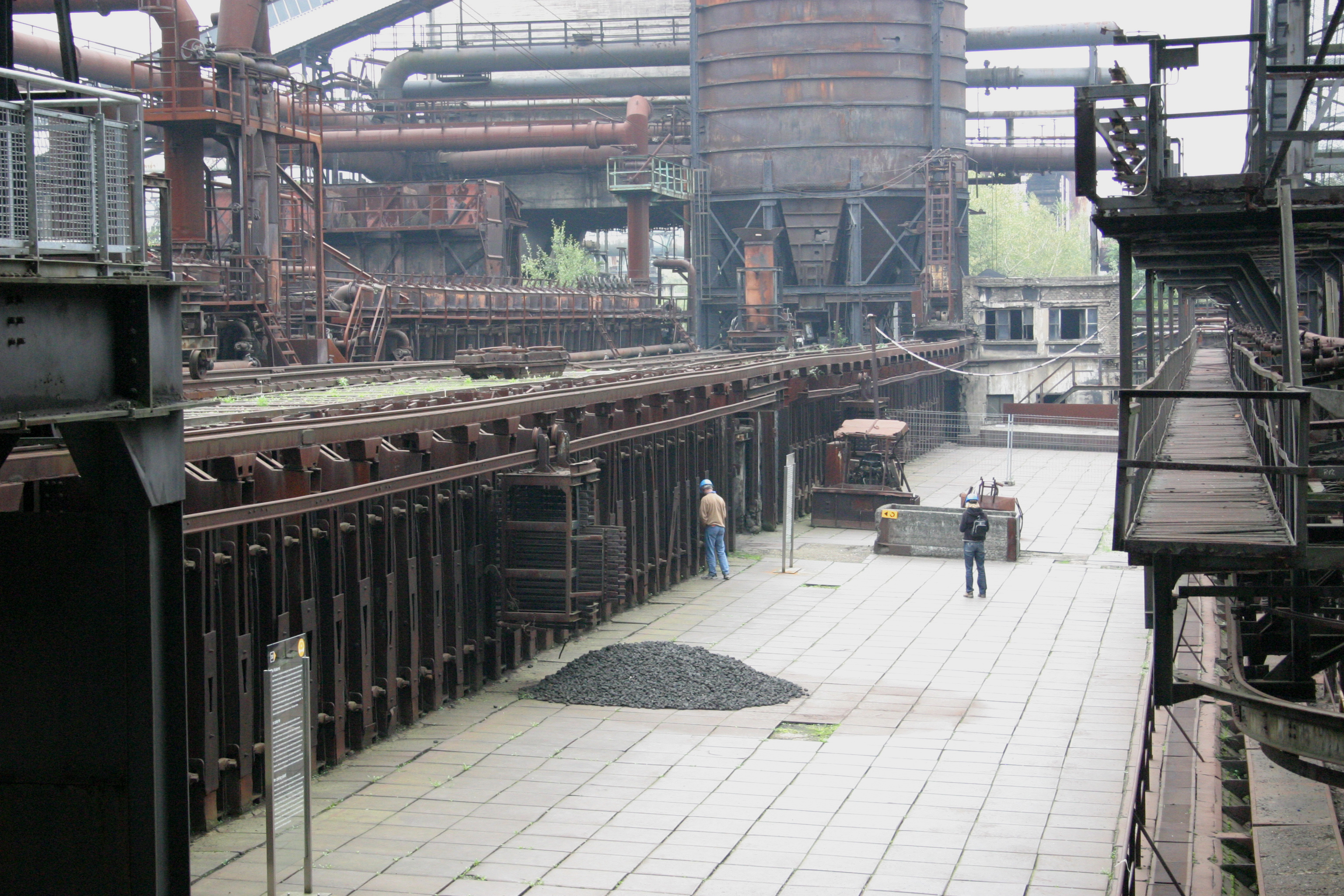
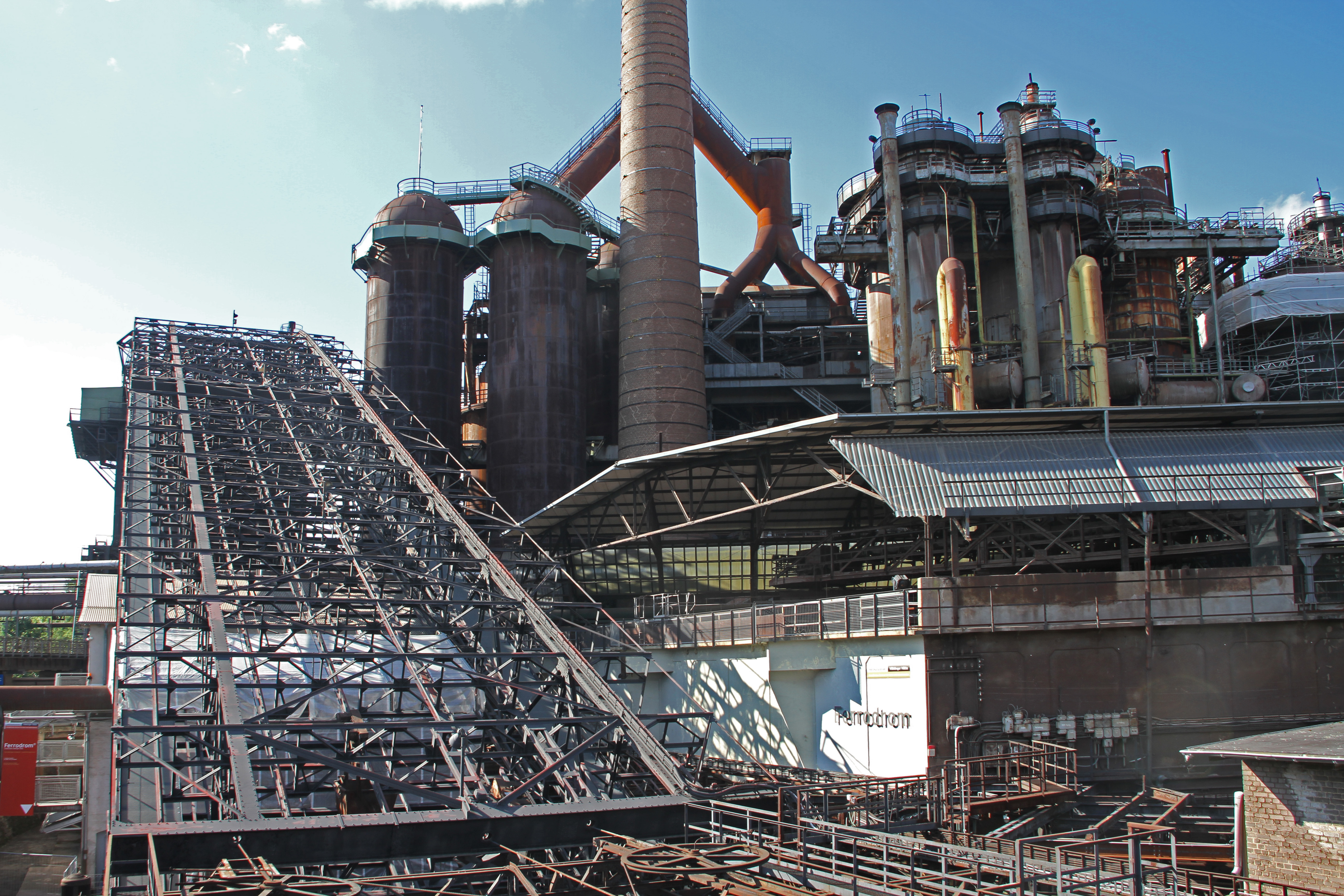
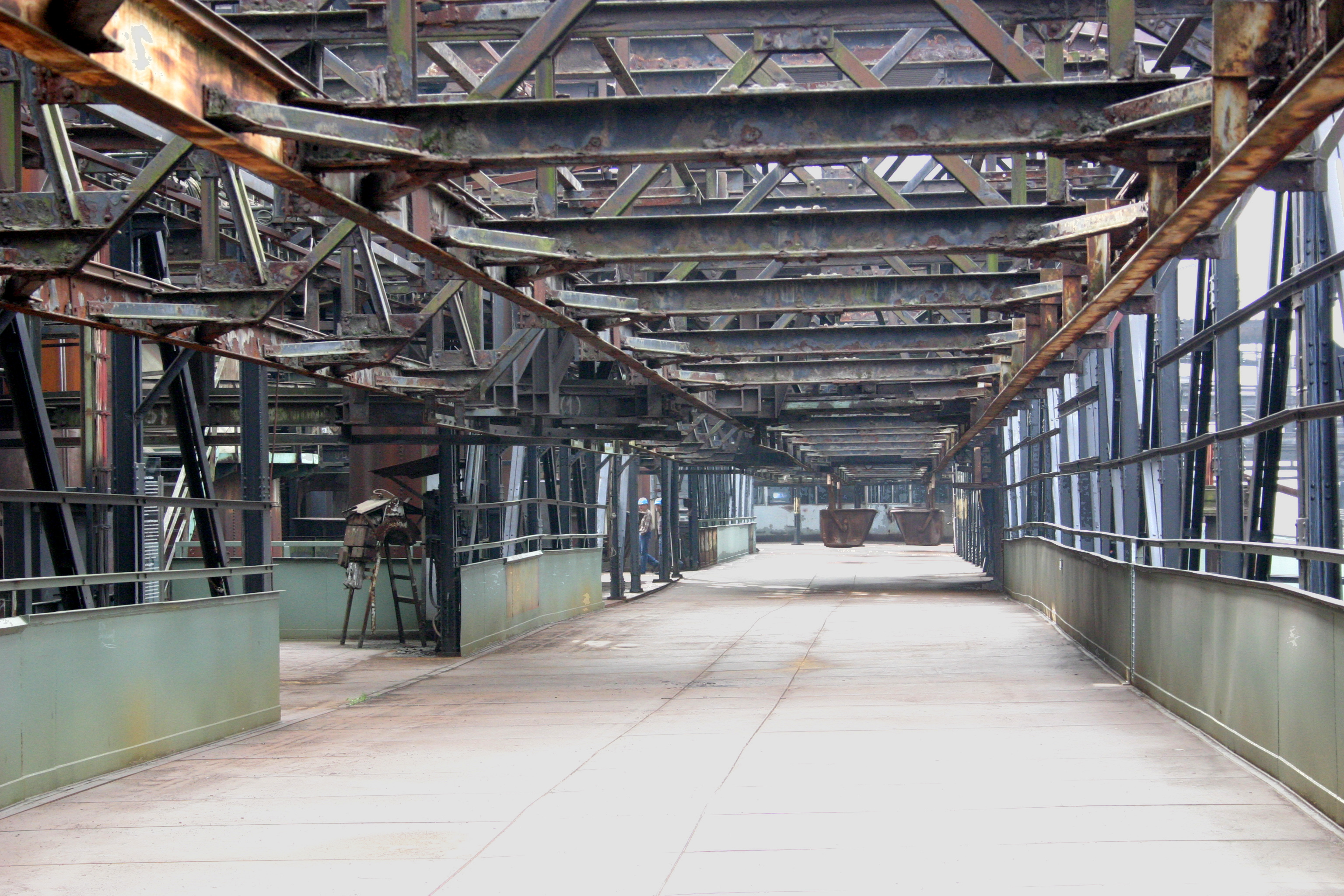
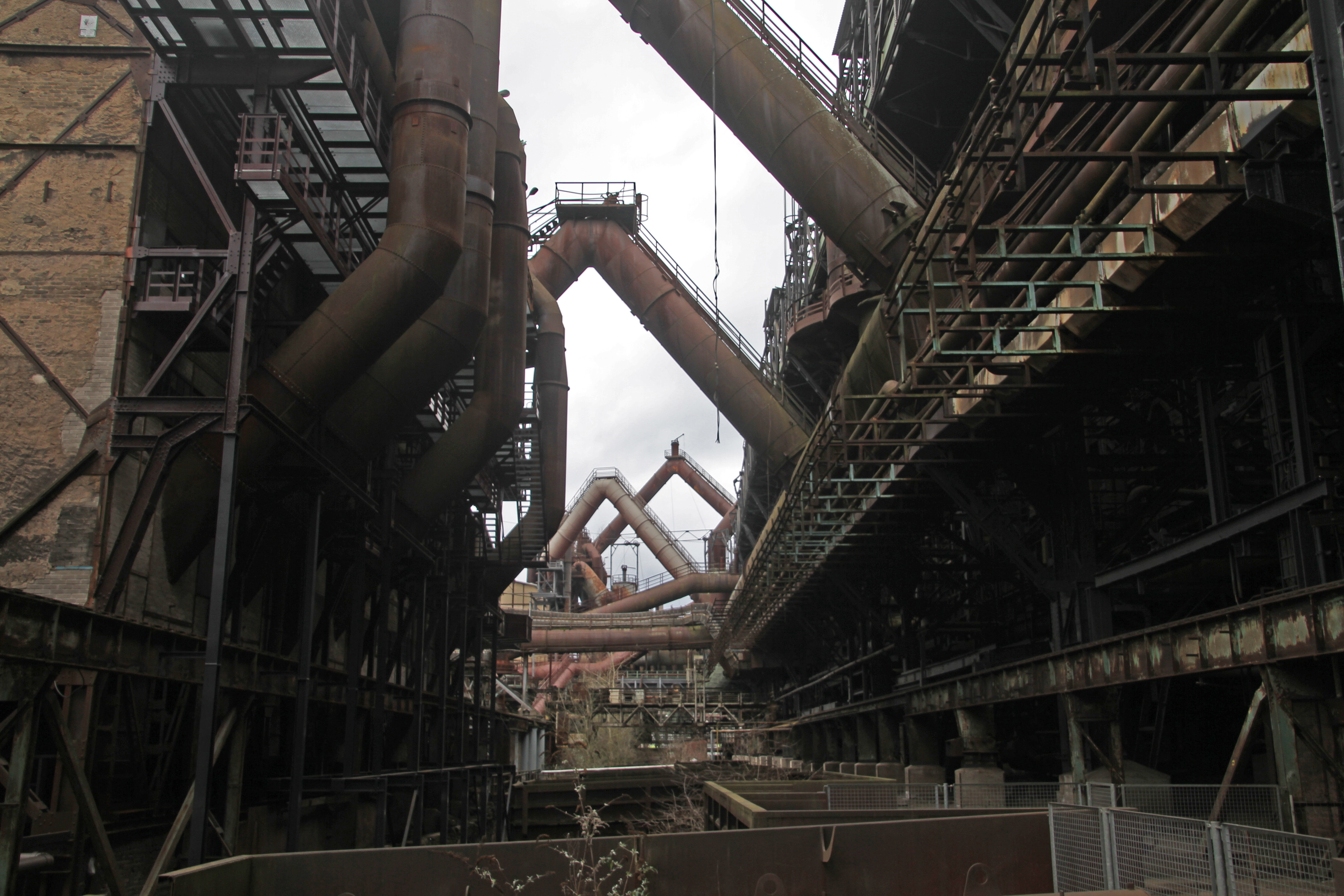
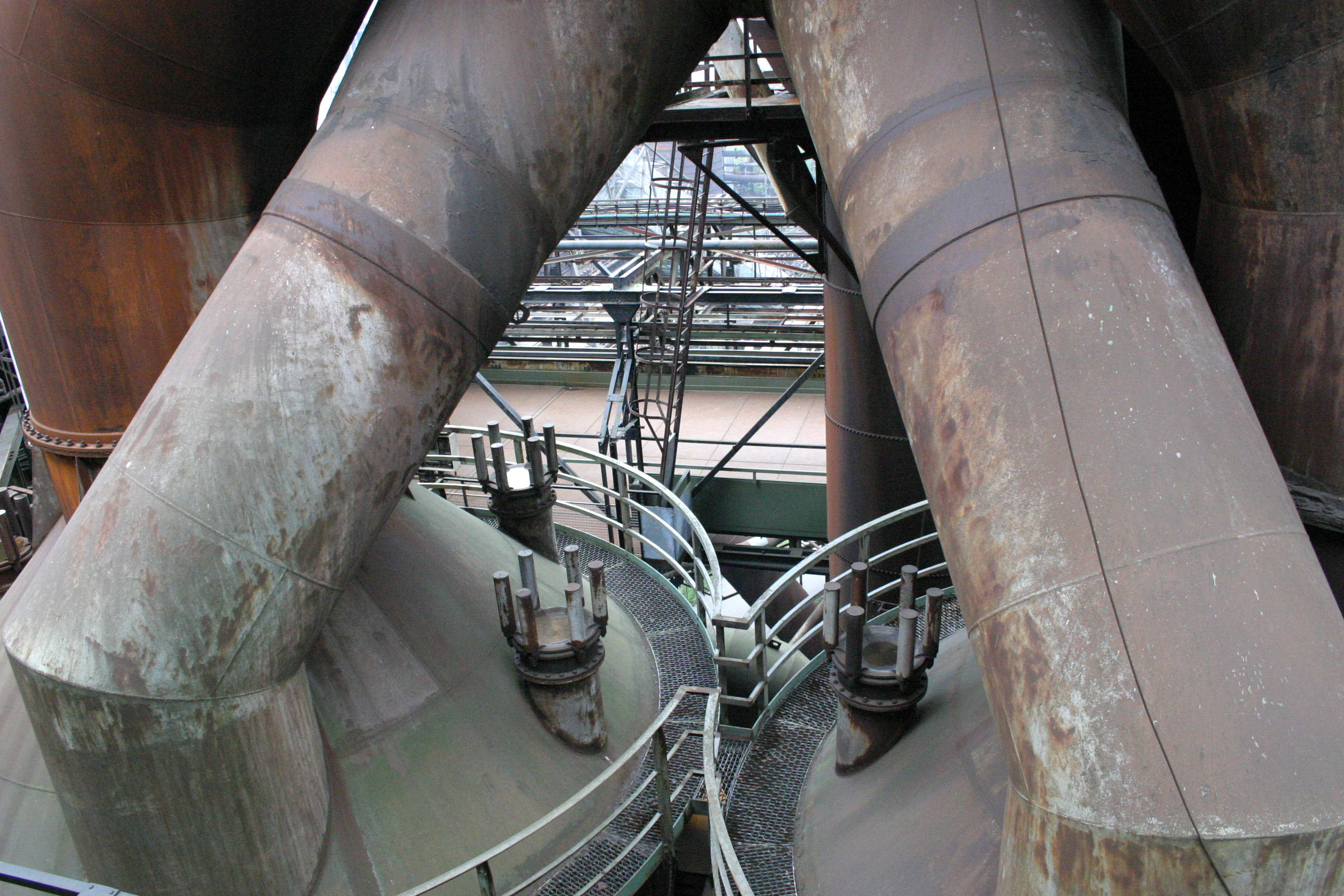
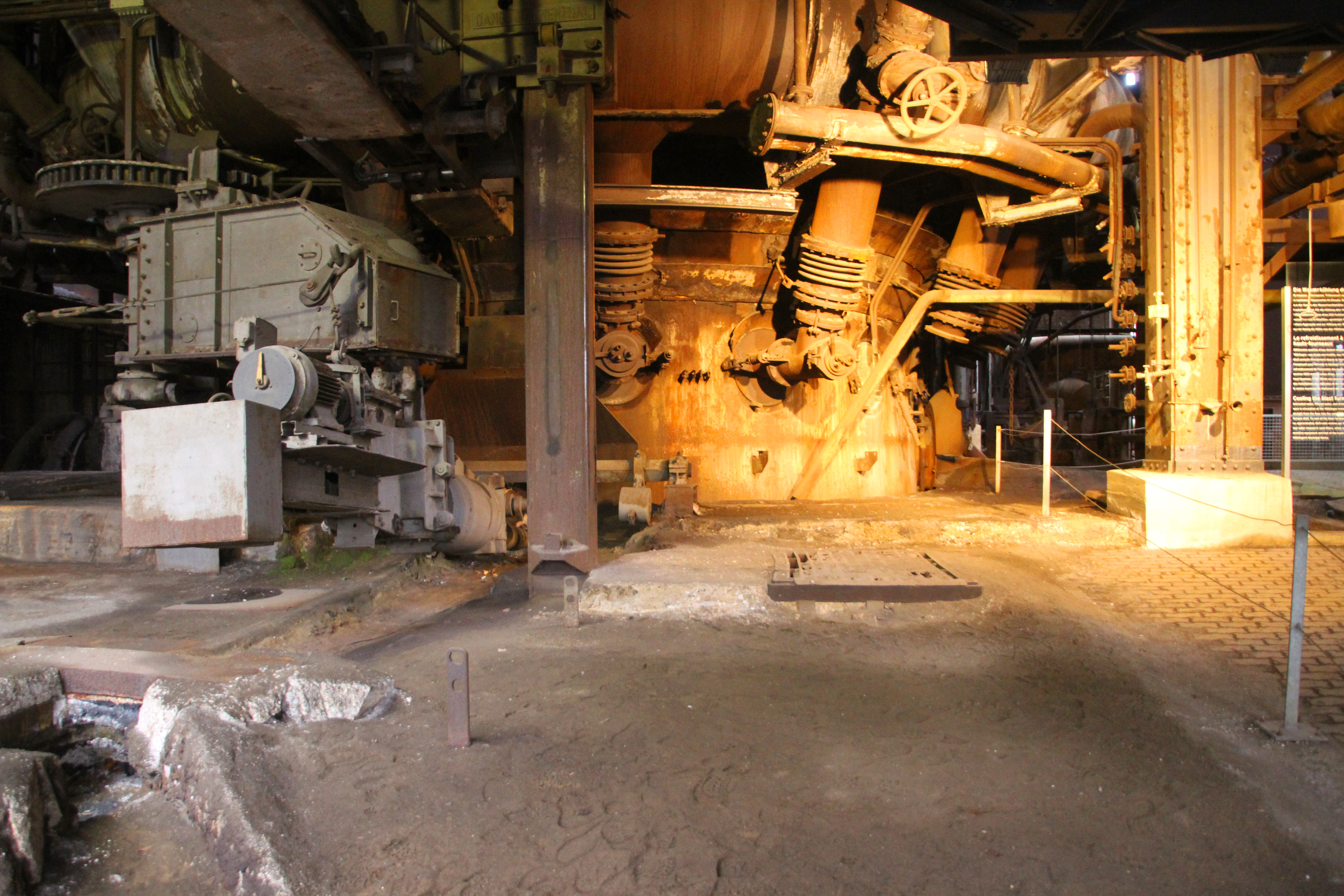
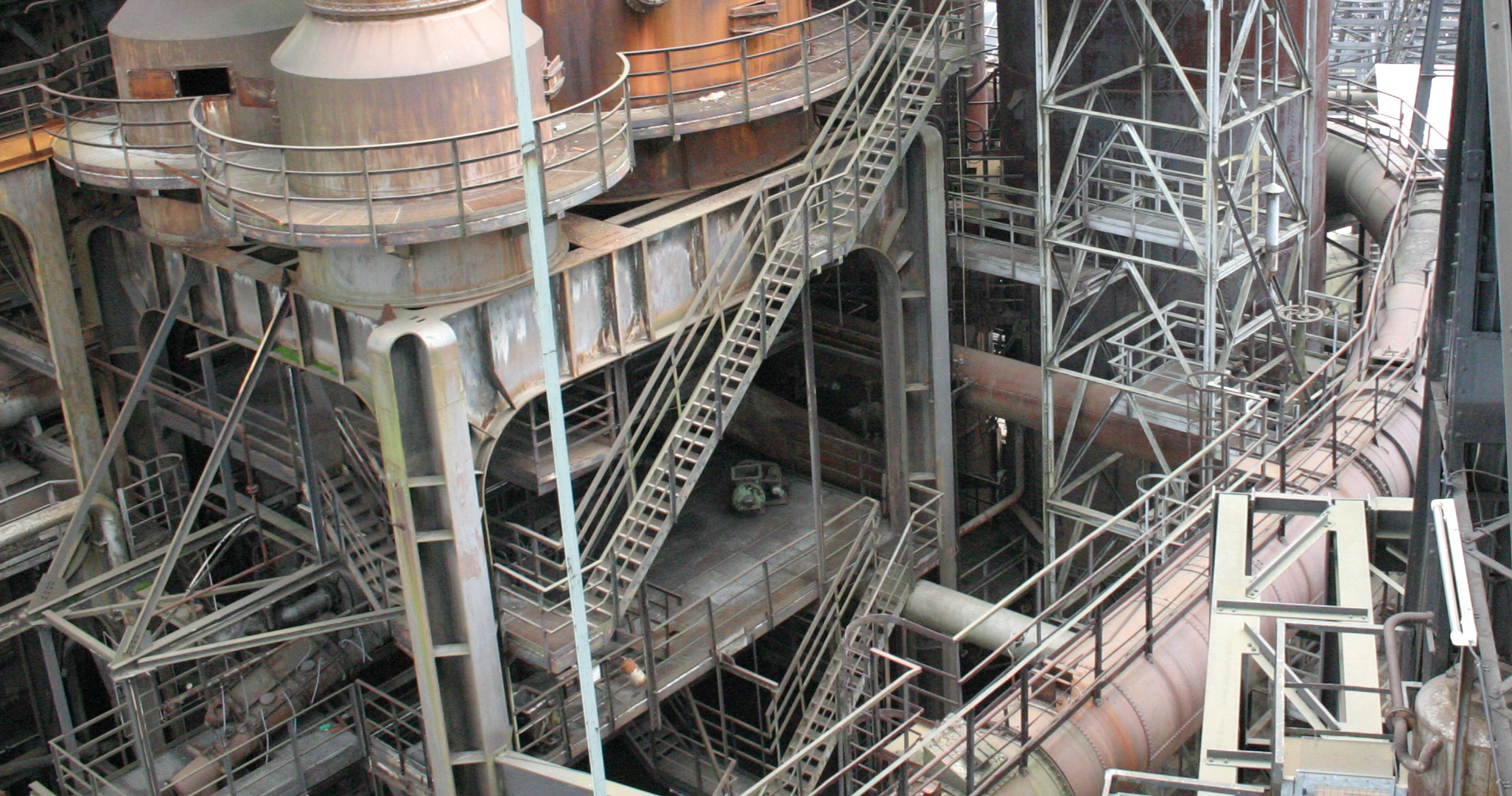